# 阿夫卢
34°06′N 02°06′E / 34.100°N 2.100°E

艾格瓦特省在阿爾及利亞的位置圖

阿夫卢（阿拉伯语：‎）是阿尔及利亚艾格瓦特省的一个镇，海拔约1,400米。它同時是阿夫盧地區的行政首府。